# Saint-Clair-sur-Galaure
Saint-Clair-sur-Galaure is een gemeente in het Franse departement Isère (regio Auvergne-Rhône-Alpes) en telt 257 inwoners (2005). De plaats maakt deel uit van het arrondissement Grenoble.

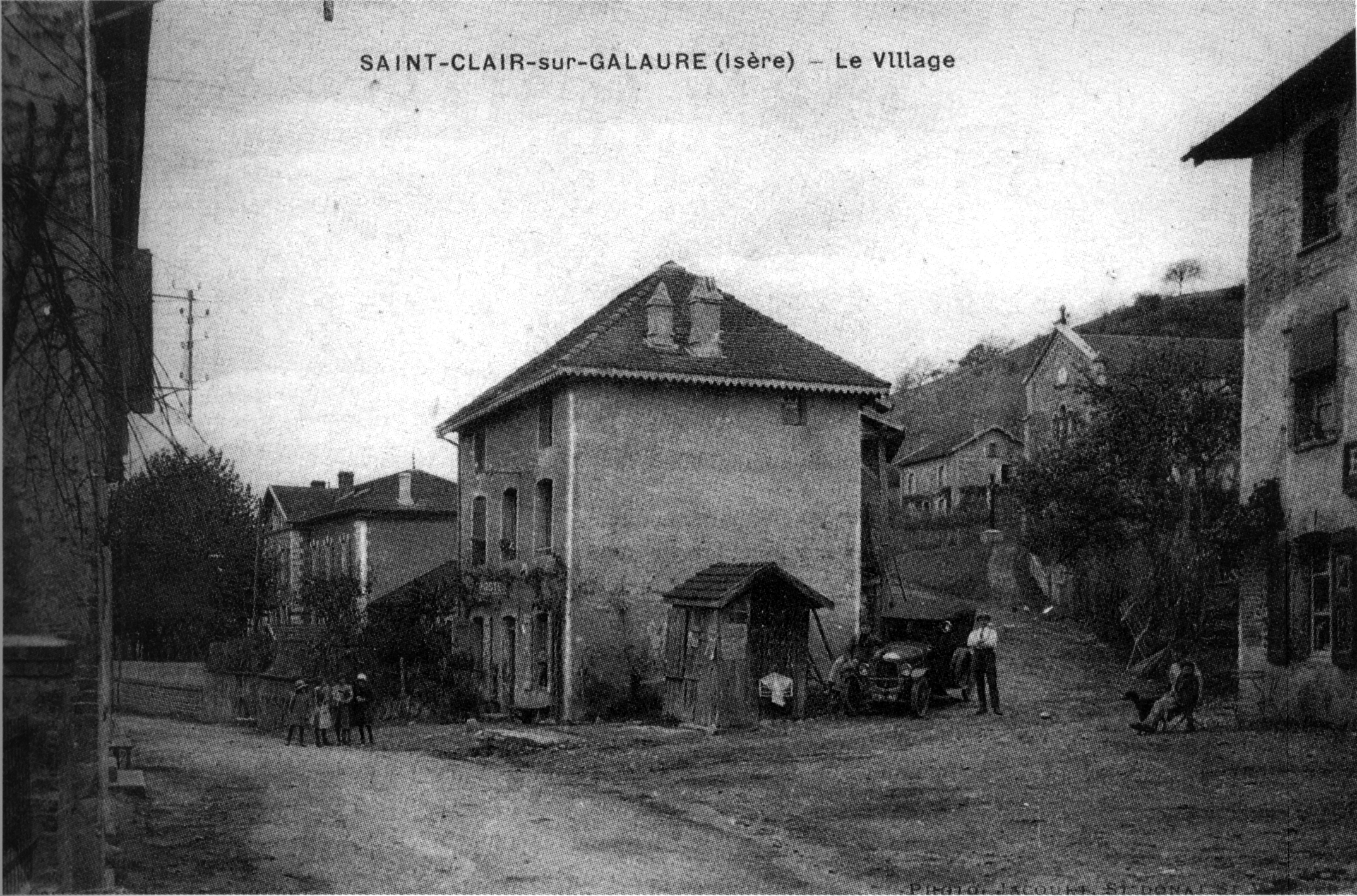
Saint-Clair-sur-Galaure in 1912

## Geografie
De oppervlakte van Saint-Clair-sur-Galaure bedraagt 15,6 km², de bevolkingsdichtheid is 16,5 inwoners per km².
De onderstaande kaart toont de ligging van Saint-Clair-sur-Galaure met de belangrijkste infrastructuur en aangrenzende gemeenten.

## Demografie
Onderstaande figuur toont het verloop van het inwonertal (bron: INSEE-tellingen).